# Billy McNeill
William „Billy“ McNeill MBE (* 2. März 1940 in Bellshill, North Lanarkshire; † 22. April 2019 in Newton Mearns, East Renfrewshire) war ein schottischer Fußballspieler und -trainer. McNeill spielte seine gesamte Karriere für Celtic Glasgow und war Kapitän der legendären Lisbon Lions.

## Spielerkarriere

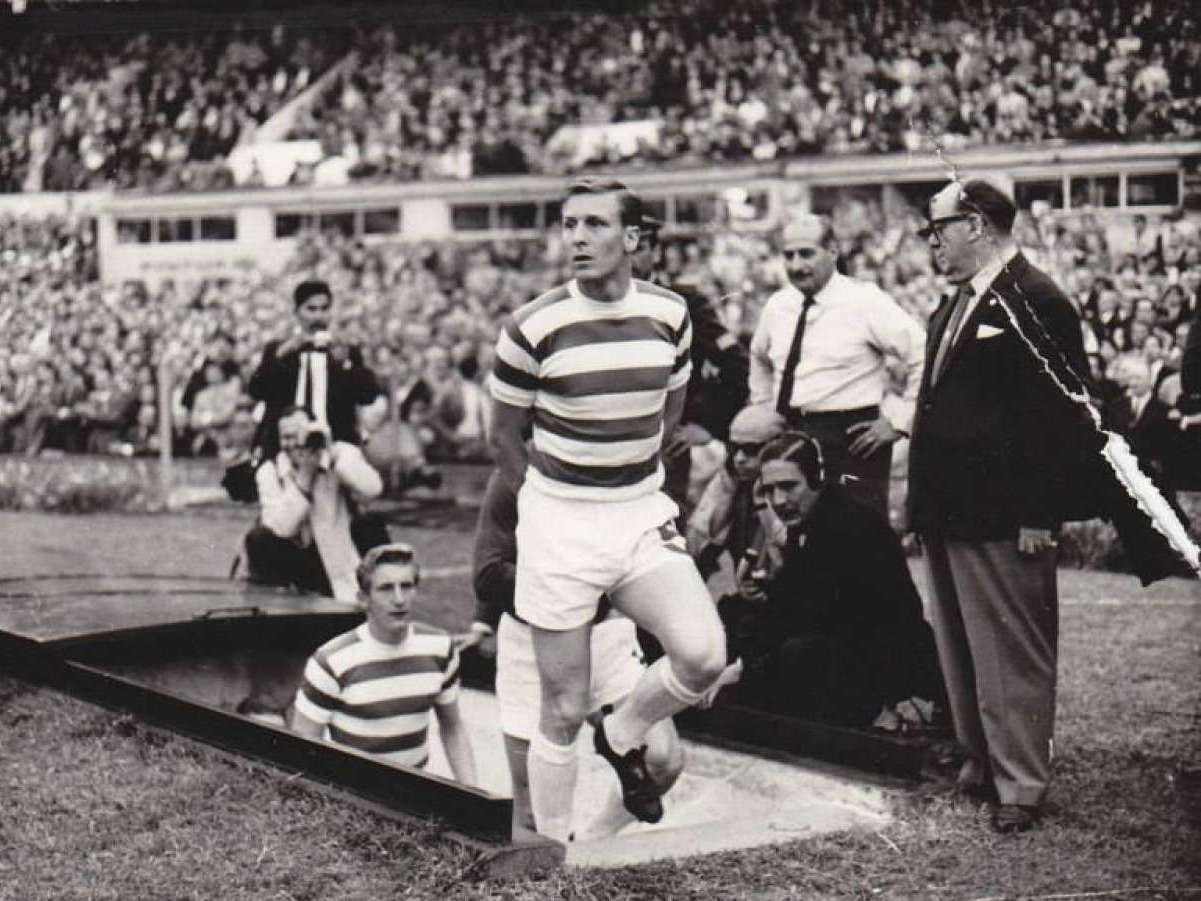
McNeill (vorne) im Jahr 1967

William „Billy“ McNeill wurde am 2. März 1940 in der Bergarbeiterstadt Bellshill (North Lanarkshire) geboren und wuchs in einem katholisch geprägten Umfeld auf. Sein Vater diente als Berufssoldat im Black Watch-Regiment, später war er Ausbilder. Nach dessen Versetzung (1949),  lebte die Familie zweieinhalb Jahre im englischen Hereford, bevor sie nach Motherwell zurückkehrten. McNeill begeisterte sich als Kind neben Rugby auch für Fußball und spielte für die Jugendmannschaften des Amateurklubs Blantyre Victoria.
1957 nahm ihn Celtic Glasgow für 250 £ unter Vertrag und am 23. August 1958 gab er sein Pflichtspieldebüt (2:0-Sieg über den FC Clyde im Ligapokal). McNeill war ein robuster, zweikampfstarker Manndecker, der sich in den kommenden Jahren zu einem zentralen Spieler entwickelte und 1965 die neu geschaffene Auszeichnung als Schottlands Fußballer des Jahres erhielt. Obwohl die Celtics zu den bekanntesten Klubs des Landes zählten, gewann McNeill in den ersten acht Jahren mit den Bhoys keinen Titel. Erst nachdem Jock Stein das Traineramt übernommen hatte (1965), begann für den Klub eine neue Zeitrechnung. Als Wendepunkt gilt der Gewinn des Scottish FA Cup 1965, der den Auftakt zur erfolgreichsten Phase der Klubgeschichte einleitete. Das Endspiel im Hampden Park vor 108.000 Zuschauern gegen Dunfermline Athletic hatte McNeill in der 81. Spielminute durch den umjubelten 3:2-Siegtreffer entschieden. Celtic Glasgow dominierte den schottischen Fußball in den kommenden Jahren und wurde zwischen 1966 und 1974 neunmal in Folge Meister, hinzu kamen jeweils sieben Siege im FA Cup sowie dem Ligapokal. Den Höhepunkt der sportlichen Entwicklung markierte die historische Saison 1966/67, in der Celtic neben dem „großen Triple“ insgesamt fünf Titel gewannen. Durch einen 2:1-Sieg über das favorisierte Inter Mailand holten sie am 25. Mai 1967 in Lissabon als erste britische Vereinsmannschaft den Europapokal der Landesmeister. Unbestrittener Anführer dieser legendären Lisbon Lions, deren Spieler alle aus der Region Glasgow stammten, war Kapitän Billy McNeill. Das Bild des entkräfteten Kapitäns in einem geliehenen Trikot, der den Pokal vor einem Meer von Celtic-Fans in die Höhe stemmt, erlangte Kultstatus und steht sinnbildlich für den größten Erfolg der Vereinsgeschichte. McNeill wurde aufgrund seiner Führungsqualitäten und seines Charismas sehr geschätzt. Auf dem Platz überzeugte er durch eine beeindruckende Präsenz und galt als herausragender Kopfballspieler, insbesondere sein gutes Zusammenspiel mit Libero John Clark gilt als Fundament der defensiven Stabilität. In Anlehnung an den Schauspieler Cesar Romero, der im Kinofilm Frankie und seine Spießgesellen den Fahrer eines Fluchtwagens spielte, erhielt McNeill den Spitznamen Cesar, da er als einer der ersten Celtic-Spieler ein Auto besaß. Nachdem sich die Celtics in dem zur Battle of Britain hochstilisierten Duell mit dem englischen Meister Leeds United durchgesetzt hatten (1:0, 2:1), erreichten sie 1970 erneut das Finale des Europapokals der Landesmeister. Dieses verloren sie allerdings mit 1:2 gegen Feyenoord Rotterdam.
Nach dem Sieg FA-Cup Finale am 3. Mai 1975 (3:0 gegen Airdrieonians FC), beendete McNeill seine aktive Spielerkarriere. In 18 Jahren als Profi, in denen er ausschließlich für Celtic Glasgow gespielt hat, kommt er auf insgesamt 822 Pflichtspiele (37 Tore). Damit ist er Rekordspieler des Klubs und wird gemeinhin als Celtic's greatest ever captain bezeichnet.
Zwischen 1961 und 1972 absolvierte McNeill für die schottische Nationalmannschaft 29 Länderspiele (3 Tore).

## Trainerkarriere
Im April 1977 begann er seine Trainerkarriere beim FC Clyde, wechselte aber schon im Juni zum FC Aberdeen. 1978 kehrte er zu Celtic zurück, diesmal als Trainer.
In den fünf Jahren unter McNeill gewann Celtic dreimal die Meisterschaft und je einmal den Scottish Cup und den Scottish League Cup. 1983 wechselte er nach England und wurde Trainer von Manchester City.
In der Saison 1986/87 wurde er einer der wenigen Trainer, die zwei Absteiger in der gleichen Saison trainiert hatten. Er begann die Spielzeit mit Manchester City, wechselte aber im September 1986 zu Aston Villa. Beide Klubs stiegen in diesem Jahr ab.
Im Mai 1987 räumte er den Trainerstuhl von Aston Villa für Graham Taylor, nachdem die Mannschaft im Tabellenkeller der First Division angekommen war. McNeill kehrte zu Celtic zurück.
In seinem ersten Jahr zurück in Glasgow feierte der Verein sein hundertjähriges Bestehen und gewann das Double, also die Scottish Premier League und den Scottish Cup. In der folgenden Spielzeit konnte er den Pokal verteidigen.
1991 verließ er nach vier Jahren auf der Trainerbank im Celtic Park den Verein. Er arbeitete noch einmal als Interimstrainer bei Hibernian Edinburgh.
Im Jahr 2003 kandidierte er erfolglos für die Scottish Senior Citizens Unity Party bei den Wahlen für das schottische Parlament.
McNeill lebte bis zu seinem Tod im April 2019 in Newton Mearns. Zuletzt erholte er sich gut von einer durch eine Verletzung bedingten Operation am Bein.
Im Februar 2017 wurde bekannt, dass McNeill an Demenz leide und nicht länger sprechen könne. Er starb am 22. April 2019 im Alter von 79 Jahren.

## Ehrungen

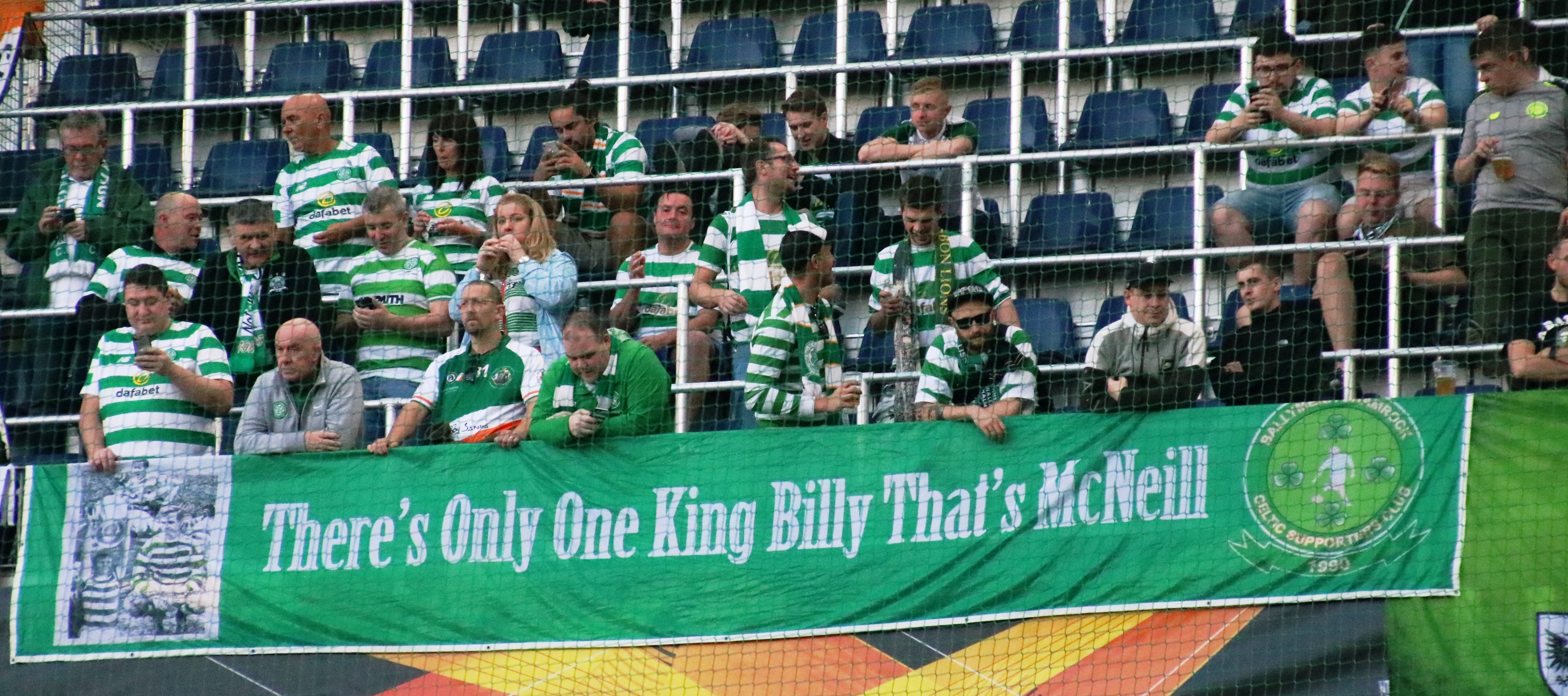
Celtic-Fans ehren McNeill

Im Dezember 2015 wurde zu seinen Ehren eine Bronzestatue vor dem Stadion enthüllt. Er ist damit die vierte Person nach Bruder Walfrid, Jock Stein und Jimmy Johnstone, der diese Ehrung zuteilgeworden ist. 2002 wurde er in die Scottish Football Hall of Fame aufgenommen.

## Erfolge

### Als Spieler

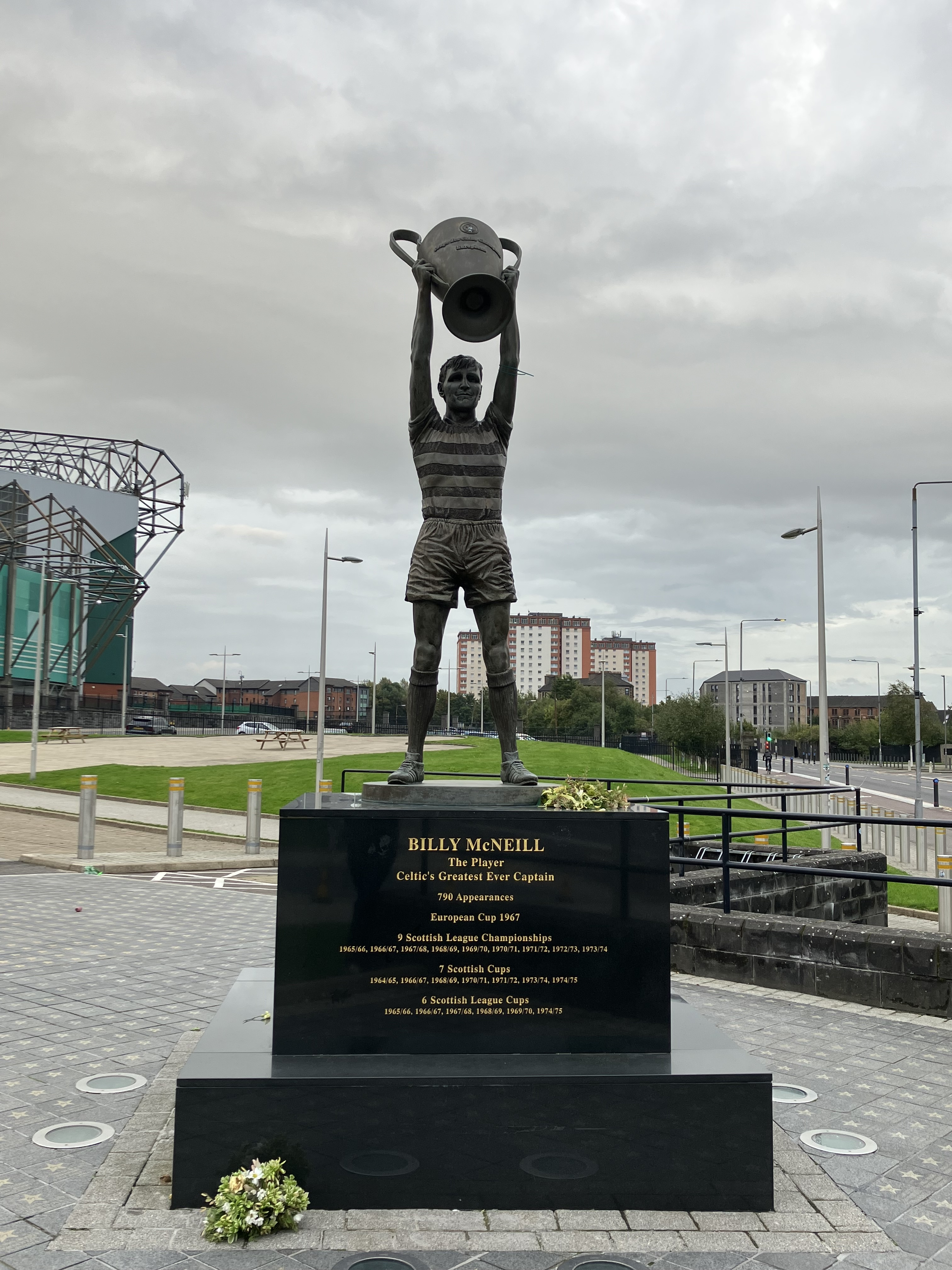
Statue von Billy McNeill vor dem Celtic Park

- Schottischer Meister (9): 1965/66, 1966/67, 1967/68, 1968/69, 1969/70, 1970/71, 1971/72, 1972/73, 1973/74
- Schottischer Pokalsieger (8): 1965, 1967, 1969, 1971, 1972, 1974, 1975
- Schottischer Ligapokal (7): 1958, 1966, 1967, 1968, 1969, 1970, 1975
- Europapokal der Landesmeister 1966/67
- Schottlands Fußballer des Jahres: 1965
- Drybrough Cup (1): 1974

### Als Trainer
- Schottischer Meister (4): 1979, 1981, 1982, 1988
- Schottischer Pokalsieger (3): 1980, 1988, 1989
- Schottischer Ligapokal: 1983